# Acrocladium chlamydophyllum
Acrocladium chlamydophyllum är en bladmossart som beskrevs av C. Müller och Brotherus 1900. Acrocladium chlamydophyllum ingår i släktet Acrocladium och familjen Amblystegiaceae. Inga underarter finns listade i Catalogue of Life.